# Erik Brynjolfsson
Erik Brynjolfsson (nacido en 1962) es un académico, autor e inventor estadounidense. Se desempeña como profesor Jerry Yang y Akiko Yamazaki en la Universidad de Stanford, donde dirige el Laboratorio de Economía Digital en el Instituto Stanford para la IA centrada en el ser humano, con nombramientos en SIEPR, el Departamento de Economía de Stanford y la Escuela de Postgrado de Negocios Stanford. También es investigador asociado en la Oficina Nacional de Investigación Económica y autor de varios libros de gran éxito de ventas. Es conocido por sus contribuciones al mundo de la investigación sobre productividad de TI y su trabajo sobre la economía de la información y la economía digital en general.

## Biografía
Nació en 1962, hijo de Marguerite Reman Brynjolfsson y Ari Brynjolfsson, un físico nuclear. Es de ascendencia islandesa. Obtuvo su AB, magna cum laude, en 1984 y su SM en matemáticas aplicadas y ciencias de la decisión en la Universidad de Harvard en 1984. Recibió un doctorado en Economía Empresarial en 1991 de la Escuela de Administración y Dirección de Empresas Sloan.
Formó parte del Instituto de Tecnología de Massachusetts desde 1986 a 2020, donde fue profesor en la Escuela de Administración y Dirección de Empresas Sloan y director de la Iniciativa del MIT sobre Economía Digital, y director del Centro de Negocios Digitales del MIT. Anteriormente, estuvo en Harvard de 1985 a 1995 y en Stanford de 1996 a 1998. En 2001 fue nombrado Profesor de Gestión de la Familia Schussel en la Escuela de Administración y Dirección de Empresas Sloan. Imparte conferencias y realiza consultas en todo el mundo, y forma parte de juntas corporativas. Impartió el popular curso 15.567, La economía de la información: estrategia, estructura y fijación de precios en el MIT y alberga un blog relacionado, Economía de la información. En febrero de 2020, Stanford anunció que Brynjolfsson se uniría a su cuerpo docente.

### Premios
Su investigación ha sido reconocida con nueve premios al "mejor artículo" otorgados por colegas académicos, incluido el premio John DC Little al mejor artículo en ciencias del marketing. Junto con Andrew McAfee, recibió el primer premio en la categoría Pensadores digitales en la Gala Thinkers 50 el 9 de noviembre de 2015. En 2020, fue reconocido con un Doctorado Honorario de la Universidad de Turku por su investigación sobre los efectos de la tecnología de la información y la inteligencia artificial en la innovación, la productividad y el trabajo futuro.

## Investigación
Es ampliamente citado por estudiar la economía de los sistemas de información. Fue uno de los primeros investigadores en medir las contribuciones de la TI a la productividad y el papel complementario del capital organizacional y otros intangibles. Ha realizado investigaciones sobre comercio digital, Larga cola, modelos de fijación de precios y paquetes, activos intangibles y los efectos de la TI en la estrategia, la productividad y el rendimiento empresarial.
Más recientemente, en sus libros The Second Machine Age y Carrera contra la Máquina, el y su coautor Andrew McAfee han argumentado que la tecnología avanza a toda velocidad y han pedido mayores esfuerzos para actualizar nuestras habilidades, organizaciones e instituciones más rápidamente.

### Tecnología de la información y productividad
Escribió una influyente reseña sobre la "Paradoja de la productividad de TI" y, en una investigación separada, documentó una correlación entre la inversión en TI y la productividad. Su trabajo proporciona evidencia de que es más probable que el uso de la tecnología de la información aumente la productividad cuando se combina con procesos comerciales complementarios y capital humano.

### Medición de la economía digital
Trabajando con Avinash Collis, Felix Eggers y otros, desarrolló nuevos métodos para medir la economía digital utilizando "experimentos masivos de elección en línea". La idea de este trabajo es que incluso cuando bienes como Wikipedia o el correo electrónico tienen precio cero y, por lo tanto, pueden tener poca o ninguna contribución directa al PIB tal como se mide convencionalmente, aún pueden contribuir significativamente al bienestar y al excedente del consumidor. El método de Brynjolfsson busca medir el excedente del consumidor de estos bienes y evaluar cómo cambia con el tiempo.

## Emprendimientos e invenciones
Ha sido el fundador de tres empresas (Foundation Technologies, Inc. Flexplay Technologies, Inc. y Workhelix, Inc) y ha obtenido cinco patentes estadounidenses. También formó parte de las juntas directivas de dos empresas que cotizan en bolsa, Computer Science Corporation (2010-2015) y CSK Holdings, Inc. (2005-2008).

### Workhelix
Cofundó Workhelix, Inc, una empresa respaldada por capital de riesgo que ayuda a las empresas a evaluar sus oportunidades para utilizar la IA generativa y otras tecnologías. Aplica el "enfoque basado en tareas", una metodología desarrollada por Brynjolfsson, Tom M. Mitchell y Daniel Rock para analizar la capacidad de varias tecnologías para aumentar o automatizar tareas individuales.

### Inclusive Innovation Challenge
Fue cofundador del MIT Inclusive Innovation Challenge (IIC), un torneo global para emprendedores que aprovechan la tecnología para garantizar un futuro más equitativo. Los ganadores de la CII han generado en conjunto más de US$170 millones en ingresos, recaudado más de US$1.000 millones en capital, creado más de 7.000 empleos y prestado servicios a 350 millones de personas.